# Fragments of Wonder 鄭中基世界巡迴演唱會
Fragments of Wonder 鄭中基世界巡迴演唱會是由香港男歌手鄭中基於2023年7月29日開始於世界各地開展的一系列巡迴演唱會演出。鄭中基這次經四年後再舉辦世界巡迴演唱會，並久違七年重回台北小巨蛋、首次於高雄巨蛋舉行演唱會。全部場次的主辦方為機動娛樂，這亦為鄭中基宣布暫別幕前的最後一個演唱會。

## 演出製作
《Fragments of Wonder 鄭中基世界巡迴演唱會》首站於2023年7月29日至30日在澳門倫敦人綜藝館舉行，在闔家辣裡飾演鄭中基角色的兒子呂爵安也有來澳門支持。
本演唱會在2024年2月13日至17日紅磡香港體育館舉辦的四場火速被搶空，於是主辦方決定加場，但仍被搶空。最終，主辦方決定再加一場，並在2024年1月19日開賣。

## 售票
| 開售日期 | 開售日期 | 開售時間                          | 開售類型                         |
| -------- | -------- | --------------------------------- | -------------------------------- |
| 2023年   | 6月16日  | 中午12時正 （香港、澳門時間）     | 澳門站金光票務公開發售           |
| 2023年   | 11月17日 | 中午12時正 （台灣時間）           | 台北站KHAM寬宏公開發售           |
| 2023年   | 12月12日 | 上午10時正 （香港時間）           | 香港站Citi信用卡優先訂票         |
| 2023年   | 12月21日 | 上午10時正 （香港時間）           | 香港站城市售票網公開發售         |
| 2024年   | 1月19日  | 上午10時正 （香港時間）           | 香港站（加場）城市售票網公開發售 |
| 2024年   | 4月15日  | 中午12時正 （香港、馬來西亞時間） | 馬來西亞站ticketing tix公開發售  |
| 2024年   | 4月20日  | 上午11時正 （台灣時間）           | 高雄站KHAM寬宏公開發售           |

## 巡迴演出
| 場次 | 日期          | 國家／地區 | 場地            | 備註                     |
| ---- | ------------- | ---------- | --------------- | ------------------------ |
| 1    | 2023年7月29日 | 澳門       | 倫敦人綜藝館    |                          |
| 2    | 2023年7月30日 | 澳門       | 倫敦人綜藝館    |                          |
| 3    | 2024年2月13日 | 香港       | 紅磡香港體育館  | 嘉賓：呂爵安             |
| 4    | 2024年2月14日 | 香港       | 紅磡香港體育館  | 嘉賓：LMF                |
| 5    | 2024年2月16日 | 香港       | 紅磡香港體育館  | 嘉賓：鄧麗欣             |
| 6    | 2024年2月17日 | 香港       | 紅磡香港體育館  | 嘉賓：谷德昭             |
| 7    | 2024年2月18日 | 香港       | 紅磡香港體育館  | 嘉賓：江𤒹生             |
| 8    | 2024年2月19日 | 香港       | 紅磡香港體育館  | 嘉賓：古天樂             |
| 9    | 2024年3月9日  | 臺灣台北   | 台北小巨蛋      | 久違七年重回台北小巨蛋   |
| 10   | 2024年3月10日 | 臺灣台北   | 台北小巨蛋      |                          |
| 11   | 2024年6月15日 | 马来西亚   | Mega Star Arena |                          |
| 12   | 2024年9月28日 | 臺灣高雄   | 高雄巨蛋        | 首次於高雄巨蛋舉行演唱會 |
| 13   | 2024年9月29日 | 臺灣高雄   | 高雄巨蛋        | 嘉賓：盧廣仲             |

## 演唱歌曲
1. 搬屋 

2. 想愛你 

3. 你的眼睛背叛你的心 

4. 絕口不提! 愛你(吉他版) 

5. 八 二十八 八十八 

6. 兩代天使 

7. Somewhere Over The Rainbow / What A Wonderful World 

8. 答案 

9. 晴天 陰天 雨天 

10. 閉目入神 

11. 許願樹 

12. 八爪魚 

13. 救救我 

14. 不好笑 

15. 我代你哭 

16. 無賴 

17. Beautiful People 

18. Never Fall in Love Again 

19. 玩咗先至瞓 

20. 廢中 

21. 我們 

22. 音符 

23. 人若然忘記了愛 

24. My Only One 

Encore:點歌 

1. 搬屋 

2. 想愛你 

3. 黑風暴雨 

4. 天意 

5. 八 二十八 八十八 

6. 兩代天使 

7. Somewhere Over The Rainbow / What A Wonderful World 

8. 答案 

9. 晴天 陰天 雨天 

10. 閉目入神 

11. 許願樹 

12. 八爪魚 

13. 救救我 

14. 不好笑 

15. 我代你哭 

16. 東京出沒 

17. Beautiful People 

18. Never Fall in Love Again 

19. 玩咗先至瞓 

20. 人若然忘記了愛 

21. 我們 

22. 星光伴我心 

23. 猛龍特警隊 

24. 有種(與呂爵安合唱) 

25. 傷心的小鸚鵡(與呂爵安合唱) 

26. 無賴 

27. 廢中 

Encore:點歌 

28. My Only One 

1. 搬屋 

2. 想愛你 

3. 黑風暴雨 

4. 天意 

5. 八 二十八 八十八 

6. 兩代天使 

7. Somewhere Over The Rainbow / What A Wonderful World 

8. 答案 

9. 晴天 陰天 雨天 

10. 閉目入神 

11. 許願樹 

12. 八爪魚 

13. 救救我 

14. 不好笑 

15. 我代你哭 

16. 東京出沒 

17. 愛是...(與LMF合唱) 

18. 大懶堂(與LMF合唱) 

19. Beautiful People 

20. Never Fall in Love Again 

21. 玩咗先至瞓 

22. 人若然忘記了愛 

23. 我們 

24. 星光伴我心 

25. 猛龍特警隊(與LMF合唱) 

26. 有種(與LMF合唱) 

27. 無賴 

28. 廢中 

Encore:點歌 

29. My Only One 

1. 搬屋 

2. 想愛你 

3. 黑風暴雨 

4. 天意 

5. 八 二十八 八十八 

6. 兩代天使 

7. Somewhere Over The Rainbow / What A Wonderful World 

8. 答案 

9. 晴天 陰天 雨天 

10. 閉目入神 

11. 許願樹 

12. 八爪魚 

13. 救救我 

14. 不好笑 

15. 我代你哭 

16. 東京出沒 

17. Beautiful People 

18. Never Fall in Love Again 

19. 玩咗先至瞓 

20. 人若然忘記了愛 

21. 我們 

22. 星光伴我心 

23. 猛龍特警隊(與鄧麗欣合唱) 

24. 有種(與鄧麗欣合唱) 

25. 製造浪漫(與鄧麗欣合唱) 

26. 無賴 

27. 廢中 

Encore:點歌 

28. My Only One(與女兒Emma合唱) 

1. 搬屋 

2. 想愛你 

3. 黑風暴雨 

4. 天意 

5. 八 二十八 八十八 

6. 兩代天使 

7. Somewhere Over The Rainbow / What A Wonderful World 

8. 答案 

9. 晴天 陰天 雨天 

10. 閉目入神 

11. 許願樹 

12. 八爪魚 

13. 救救我 

14. 不好笑 

15. 我代你哭 

16. 心寒(與鄧建明合唱) 

17. 東京出沒 

18. Beautiful People 

19. Never Fall in Love Again 

20. 玩咗先至瞓 

21. 人若然忘記了愛 

22. 我們 

23. 星光伴我心 

24. 猛龍特警隊(與鄧建明合唱) 

25. 有種(與鄧建明合唱) 

Talk:谷德昭 

26. 無賴 

27. 廢中 

Encore:點歌環節 

28. My Only One(與女兒Emma合唱) 

1. 搬屋 

2. 想愛你 

3. 黑風暴雨 

4. 天意 

5. 八 二十八 八十八 

6. 兩代天使 

7. Somewhere Over The Rainbow / What A Wonderful World 

8. 答案 

9. 晴天 陰天 雨天 

10. 閉目入神 

11. 許願樹 

12. 救救我 

13. 不好笑 

14. 我代你哭 

15. 心寒(與鄧建明合唱) 

16. 東京出沒 

17. Beautiful People 

18. Never Fall in Love Again 

19. 玩咗先至瞓 

20. 人若然忘記了愛 

21. 我們 

22. 星光伴我心 

23. 猛龍特警隊(與江𤒹生合唱) 

24. 有種(與江𤒹生合唱) 

25. 緣分無邊界(與江𤒹生合唱) 

26. 無賴 

27. 廢中 

Encore:點歌 

28. My Only One(與女兒Emma合唱) 

1. 搬屋 

2. 想愛你 

3. 黑風暴雨 

4. 天意 

5. 八 二十八 八十八 

6. 兩代天使 

7. Somewhere Over The Rainbow / What A Wonderful World 

8. 答案 

9. 晴天 陰天 雨天 

10. 閉目入神 

11. 許願樹 

12. 救救我 

13. 不好笑 

14. 我代你哭 

15. 心寒(與鄧建明合唱) 

16. 東京出沒 

17. Beautiful People 

18. Never Fall in Love Again 

19. 玩咗先至瞓 

20. 人若然忘記了愛 

21. 我們 

22. 星光伴我心 

23. 猛龍特警隊(古天樂) 

24. 有種(古天樂) 

Talk:古天樂、梁詠琪、陳明憙、胡子彤、郭嘉駿、梁業、林家熙 

25. 男朋友(與古天樂合唱) 

26. 無賴 

27. 廢中 

Encore:點歌 

28. My Only One(與女兒Emma合唱) 

1. 搬屋 

2. 別愛我 

3. 絕口不提! 愛你(吉他版) 

4. 我真的可以 

5. 八 二十八 八十八 

6. Somewhere Over The Rainbow / What A Wonderful World 

7. 晴天 陰天 雨天 

8. 答案 

9. 敵人 

10. 被愛是幸福 

11. 最愛的人不是你 

12. 許願樹 

13. 因為你不是我 

14. 我代你哭 

15. 戒情人 

16. Beautiful People 

17. Never Fall in Love Again 

18. 你的眼睛背叛你的心 

19. 談何容易 

20. 卸不下的行李 

21. 音符 

22. 猛龍特警隊 

23. 有種 

24. 無賴 

25. 相思無用 

26. Bed Time Story 

Encore:點歌 

27. My Only One(與女兒Emma合唱) 

1. 搬屋 

2. 別愛我 

3. 絕口不提! 愛你(吉他版) 

4. 天意 

5. 八 二十八 八十八 

6. Somewhere Over The Rainbow / What A Wonderful World 

7. 晴天 陰天 雨天 

8. 答案 

9. 愛是最大權利 

10. 閉目入神 

11. 戒情人 

12. 許願樹 

13. 因為你不是我 

14. 我代你哭 

15. 無賴 

Encore 

16. 猛龍特警隊 

17. 玩咗先至瞓 

18. 相思無用 

19. 你的眼睛背叛你的心 

20. 星光伴我心 

21. 人若然忘記了愛 

22. My Only One 

終極Encore:點歌
1. 搬屋 

2. 別愛我 

3. 絕口不提! 愛你(吉他版) 

4. 戒情人 

5. 我真的可以 

6. 八 二十八 八十八 

7. Somewhere Over The Rainbow / What A Wonderful World 

8. 晴天 陰天 雨天 

9. 答案 

10. 敵人 

11. 被愛是幸福 

12. 最愛的人不是你 

13. 許願樹 

14. 因為你不是我 

15. 我代你哭 

16. 如果沒有你在身邊的時候 

17. Beautiful People 

18. Never Fall in Love Again 

19. 你的眼睛背叛你的心 

20. 別哭 

21. 卸不下的行李 

22. 音符 

23. 猛龍特警隊 

24. 有種 

25. 無賴 

26. 相思無用 

27. Bed Time Story 

Encore:點歌 

28. My Only One 

1. 搬屋 

2. 別愛我 

3. 絕口不提! 愛你(吉他版) 

4. 戒情人 

5. 我真的可以 

6. 八 二十八 八十八 

7. Somewhere Over The Rainbow / What A Wonderful World 

8. 晴天 陰天 雨天 

9. 如果沒有你在身邊的時候 

10. 敵人 

11. 被愛是幸福 

12. 最愛的人不是你 

13. 許願樹 

14. 因為你不是我 

15. 我代你哭 

16. 左右為難(與盧廣仲合唱) 

17. 魚仔(盧廣仲獨唱) 

18. Beautiful People 

19. Never Fall in Love Again 

20. 你的眼睛背叛你的心 

21. 別哭 

22. 卸不下的行李 

23. 音符 

24. 猛龍特警隊 

25. 有種 

26. 無賴 

27. 相思無用 

28. Bed Time Story 

Encore:點歌 

29. My Only One(與女兒Emma合唱) 

- 2023年7月29日，澳門：搬屋、時間人物地點、猛龍特警隊
- 2023年7月30日，澳門：青春痘、猛龍特警隊、時間人物地點
- 2024年2月13日，香港：美女與野獸、青春痘、三生有幸、還以為
- 2024年2月14日，香港：三生有幸、答應不愛你、愛是最大權利、絕口不提! 愛你
- 2024年2月16日，香港：青春痘、你的眼睛背叛你的心、三生有幸、還以為
- 2024年2月17日，香港：青春痘、三生有幸、還以為、美女與野獸、傷心的小鸚鵡
- 2024年2月18日，香港：美女與野獸、三生有幸、你的眼睛背叛你的心、還以為
- 2024年2月19日，香港：青春痘、美女與野獸、受寵若驚、三生有幸、愛是最大權利、還以為、別愛我
- 2024年3月9日，台北：別讓我心疼、不許人佔有、太難、左右為難、製造浪漫
- 2024年3月10日，台北：想念你的愛、看穿、別讓我心疼、左右為難、不許人佔有、製造浪漫、如果沒有你在身邊的時候、半個我、太難、別哭、甲乙丙丁
- 2024年6月15日，馬來西亞：青春痘、左右為難、答應不愛你、想愛你
- 2024年9月28日，高雄：想念你的愛、不許人佔有、別讓我心疼、太難、左右為難、製造浪漫、甲乙丙丁、痴心絕對
- 2024年9月29日，高雄：不許人佔有、別讓我心疼、太難、半個我、沒聽過的歌、製造浪漫、甲乙丙丁、想念你的愛、答應不愛你、兩代天使